# Тре Казуце (Рагуза)
Тре Казуце је насеље у Италији у округу Рагуза, региону Сицилија.
Према процени из 2011. у насељу је живело 104 становника. Насеље се налази на надморској висини од 666 м.